# Раклиш
Раклиш (мкд. Раклиш) је насеље у Северној Македонији, у југоисточном делу државе. Раклиш је насеље у оквиру општине Радовиште.

## Географија
Раклиш је смештен у југоисточном делу Северне Македоније. Од најближег града, Радовишта, насеље је удаљено 2 km источно.
Насеље Раклиш се налази у историјској области Струмица. Насеље је у северном делу Радовишког поља, које чини Стара река. Северно од села уздиже се планина Плачковица. Надморска висина насеља је приближно 370 метара.
Месна клима је блажи облик континенталне због близине Егејског мора (жарка лета).

## Становништво
Раклиш је према последњем попису из 2002. године имао 570 становника.
Већинско становништво у насељу су етнички Македонци.
| Националност | Укупно |
| Македонци    | 561    |
| Албанци      | 0      |
| Турци        | 1      |
| Роми         | 0      |
| Цинцари      | 0      |
| Срби         | 2      |
| Бошњаци      | 0      |
| остали       | 6      |

Претежна вероисповест месног становништва је православље.